# Bylo nás pět (román)

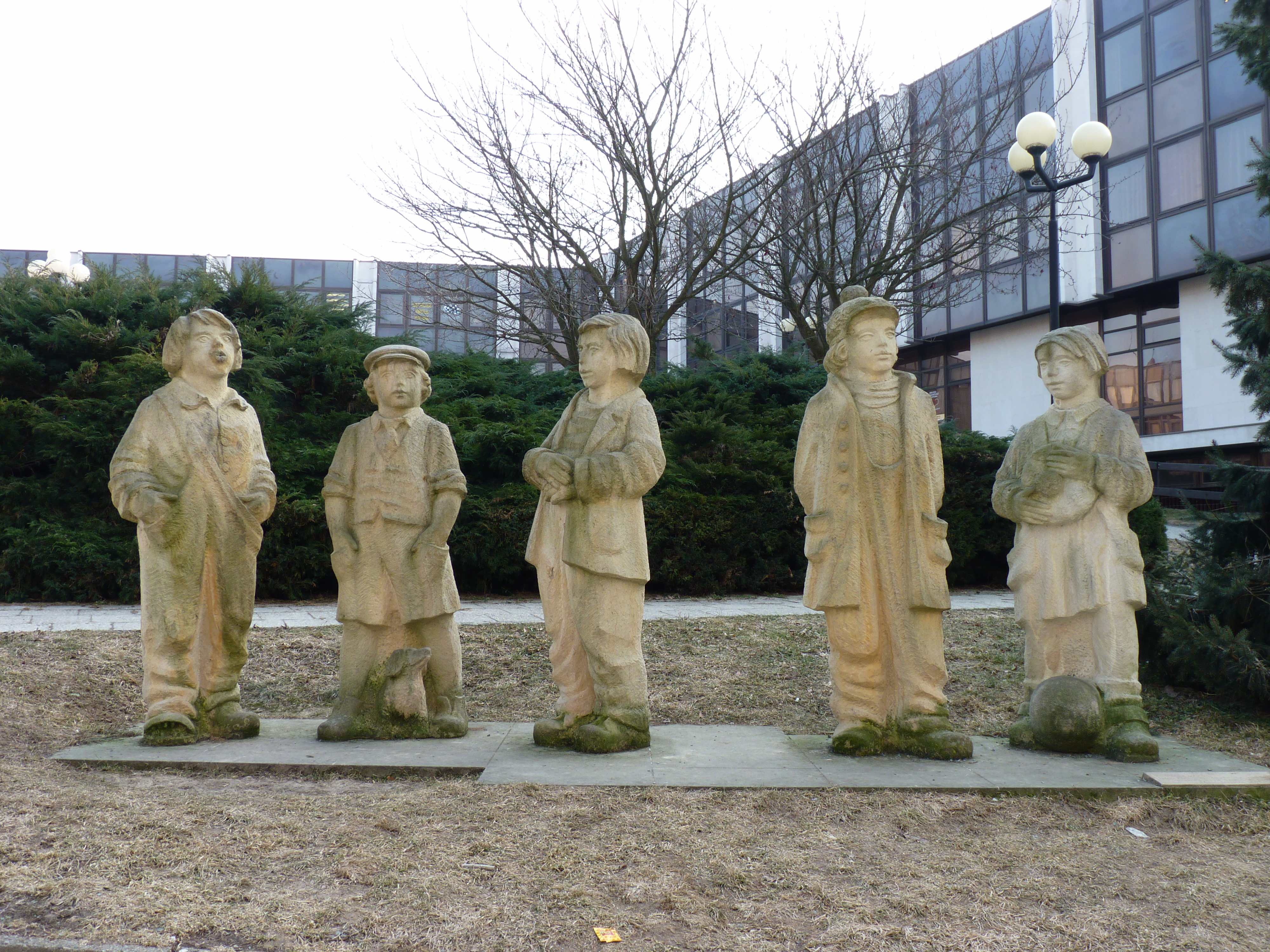
Bylo nás pět, sousoší v Rychnově nad Kněžnou od akademického sochaře Michala Moravce. Zleva: Pepek Zilvar, Čeněk Jirsák, Eda Kemlink, Petr Bajza a Antonín Bejval.

Bylo nás pět je humoristický román Karla Poláčka, ve kterém autor vzpomíná na své dětství v Rychnově nad Kněžnou. Vypravěčem a zároveň hlavním hrdinou je školák Petr Bajza. Kniha je poměrně volným sledem jednotlivých příhod a dobrodružství, jež potkávají vypravěče a jeho čtyři kamarády: Čeňka Jirsáka, Antonína Bejvala, Édu Kemlinka a Josefa Zilvara z chudobince. Román napsal Poláček krátce před odchodem do Terezína v roce 1943, poprvé vyšel rok po druhé světové válce. Roku 1995 bylo dílo zfilmováno jako stejnojmenný šestidílný televizní seriál.

## Charakteristika díla
Dílo používá hovorový i spisovný jazyk (způsobuje a vyjadřuje kontrast). Často se objevuje přímá řeč. Hlavní myšlenkou je zobrazení světa dospělých na malém městě, které je viděno dětskýma očima, a proto působí komicky, stejně jako Péťova snaha vyjadřovat se „korektně“.

## Charakteristika postav
- Petr Bajza, vypravěč – hodný, veselý, rošťák, inteligentní, s velkou představivostí, syn majitele obchodu smíšeným zbožím; jeho rodina není, vzhledem k době vzniku díla, na rozdíl od skutečné Poláčkovy rodiny židovská, v příběhu žádní Židé nevystupují.
- Antonín Bejval – Petrův spolužák, „vynálezce“, má různé bláznivé nápady, hodně si o sobě myslí, lakomý, syn majitele povoznictví a obchodu s uhlím
- Čeněk Jirsák – kamarád Petra, je pobožný, jeho koníčkem je sbírání hříchů ke svaté zpovědi, rovněž je velice ješitný, přezdívaný Krakonoš
- Éda Kemlink – další z kamarádů, syn úředníka z berního úřadu, velmi chytrý, má dvě sestry Rafaelu a Viktorku a psa Pajdu, který s jiným psem Amorem krade v řeznictví buřty
- Josef Zilvar – z chudobince, je starší než ostatní hoši, několikrát propadl, kouří, vede dospělé řeči, statečný, sem tam se spustí s Habrováky, syn válečného invalidy a „vrchního“ žebráka
- tatínek Vendelín Bajza – majitel obchodu se smíšeným zbožím, přísný, ale zároveň i laskavý, opatrný na peníze
- maminka Bajzová – hodná, rozumná, často zmírňuje tatínkovu přísnost
- Kristýna – služka, pochází z horské vesnice Rampuše (odtud přezdívka Rampepurda), bláznivá holka, všemu se směje, ale má veliký strach z myší
- Eva Svobodová – dcera cukráře, Petrova favoritka, nosí Petrovi z cukrářství dobroty
- pan Fajst – místní občan, úředník ve výslužbě, starý mládenec, zapšklý moralista a milovník starých mravů
- Alois a Emilie Vařekovi – příbuzní Bajzových, lakomci, závistivci, nikomu nic nepřejí, vlastní obchod s galanterií
- pan Zilvar – otec Josefa Zilvara, bojoval ve válce a přišel o nohu, žije v chudobinci, vrchní městský žebrák
- Otakárek Soumarů – syn továrníka, osamělý, má zálibu ve čtení mayovek, verneovek a podobné literatury, který má francouzskou vychovatelku
- pan Potůček – fotograf, fotografoval celou třídu na školním dvoře
- Alfons Kasalický – artista z cirkusu, ve školních předmětech (s výjimkou tělocviku) příliš neprospívá
- Karel Páta – šprt, nepopulární
- Jakub – pracuje u Bejvalů v povoznictví, silný chlap, moc řečí nenadělá, chlapci ho obdivují
- pan Jaromír Svoboda – majitel cukrářství, otec Evy Svobodové
- pan Jirsák – otec Čeňka Jirsáka, živí se výrobou čepic a papučí, chlapci mu přezdívají Krakonoš a paní Jirsákové Krakonoška
- Ladislav Bajza – starší bratr Petra Bajzy, učí se na kupce v Mostě (Povahové rysy Ladislava Bajzy se v mnohém shodují s povahovými rysy Kamila Štědrého z románové tetralogie Okresní město; Hrdinové táhnou do boje, Podzemní město; Vyprodáno. Těmi rysy je myšleno světáctví a výstřednost v oblékání.)
- Mančinka Bajzová – mladší sestřička (batole) Petra Bajzy
- pan Kemlink – otec Édy Kemlinka, úředník z berního úřadu, všichni před ním mají respekt a zdraví ho
- Kozí Kuncka – obchodnice, terč žertů

## Obsah
Petr Bajza je malý chlapec, bydlící v malém městě, syn obchodníka Vendelína Bajzy. Petr chodí do školy, kde má partu svých kamarádů. S těmi zažívá běžné klukovské příhody, jako koupání v odlehlém rybníce, při němž se jeden mladší chlapec málem utopí, hádky a pošťuchování se kvůli klukovským hloupostem, nebo vážné okamžiky, jako bitvu bok po boku proti chlapcům ze sousední, nepřátelské vesnice.
Petr je mezi chlapci naprosto normální rošťák. Před rodiči a ve škole se však snaží chovat co nejlépe. To proto, aby neměl žádné problémy, rodiče se tak nezlobili a aby ho tatínek nechal dívat se, když otevírá bedny, které k nim do obchodu přijíždějí z dalekých, exotických zemí.
Dozvídáme se také o Petrově bratrovi, který je ve městě na studiích, o služebné Kristýně, které Petr říká Rampepurda a která u Bajzových pracuje. Bajza nám vypráví i o dalších postavách města, jako je Evička Svobodová, holčička, do níž je dětským způsobem zamilován, městský opilec a žebrák Zilvar z chudobince, který je otec Pepy Zilvara, nebo pan učitel, který se snaží děti inspirovat ke vzdělání.
Petr vyvádí s kamarády neplechy, chodí do kina a do školy, až do doby, než onemocní spálou. Během nemoci leží v posteli a kvůli vysokým horečkám blouzní. Občas se z blouznění probere, aby zahlédl maminku, tatínka, Kristýnu nebo pana doktora, ale brzy vždy usne a vrací se do dalekého světa snů. Po celou dobu nemoci se mu zdá jeden dlouhý sen, ve kterém je i se svými kumpány a s Evičkou Svobodovou v Indii. Podobně jako ve svém městě, i v této cizí zemi zažívá s přáteli dobrodružství a vyvádí různé nezbednosti.

## Inspirace románem

### Filmová adaptace
V roce 1994 natočil český režisér Karel Smyczek stejnojmenný televizní seriál na motivy tohoto románu. Do hlavních rolích obsadil Adama Nováka, Sandru Novákovou, Barboru Srncovou, Gabrielu Wilhelmovou, Dagmar Veškrnovou, Oldřicha Navrátila,Valentinu Thielovou, Lenku Termerovou, Ljubu Krbovou, Naďu Konvalinkovou, Jiřinu Jiráskovou, Marii Durnovou, Nelu Boudovou, Petra Nárožného, Jiřího Stracha aj.
Na rozdíl od románu, který se odehrává v době dětství Karla Poláčka, je děj seriálu posunut do období první republiky.

### Rozhlasová adaptace
Román ve své době proslavil František Filipovský rozhlasovou četbou z roku 1953.

### Sochy pěti chlapců a služebné
Na pěší zóně v Rychnově nad Kněžnou stojí od roku 2010 sochy pěti hrdinů románu. Autorem je sochař Michal Moravec.
V podorlické Rampuši zase můžeme najít sochu služebné Kristýny alias Rampepurdy od stejného autora.